# Secretaría de Seguridad y Protección Ciudadana del Estado de Tabasco
La Secretaría de Seguridad Pública y Protección Ciudadana es una Dependencia de la administración pública estatal centralizada del estado mexicano de Tabasco. Tiene a su cargo la seguridad pública de los ciudadanos en el Estado.
Se encarga de diseñar y planear las políticas públicas del Gobierno del Estado en materia de protección ciudadana, prevención del delito. Es parte del Sistema Estatal de Seguridad Pública, el cual preside.
Bajo su mando tiene a la Policía Estatal, al Centro de Comunicaciones, Cómputo, Control y Comando (C4), así como a las instituciones de Protección Civil.

## Facultades
Como todas las Dependencias de la administración pública centralizada, sus facultades se encuentran reglamentadas por la Ley Orgánica del Poder Ejecutivo del Estado de Tabasco.
Algunas sus facultades más importantes son:
- Diseñar y ejecutar las políticas y programas de seguridad pública.
- Preservar las libertades y el orden público
- Proponer acciones para asegurar la coordinación entre la federación, el Estado y los municipios en el ámbito del Sistema Nacional de Seguridad Pública.
- Auxiliar a las autoridades federales y municipales que soliciten apoyo en el marco del Sistema Nacional de Seguridad Pública.
- Presidir el Sistema Estatal de Seguridad Pública.
- Organizar y dirigir los cuerpos policiales o de seguridad pública estatal.
- Detener por conducto de los cuerpos policiales de la Entidad a los infractores de las normas administrativas y penales.
- Colaborar con las autoridades federales en materia de: detonantes y pirotecnia, portación de armas, migración, prevención y reinserción social.
- Atender las denuncias y quejas ciudadanas con relación a la seguridad pública
- Organizar, y operar el Sistema Estatal de Protección Civil.
- Establecer y mantener el registro de las empresas que presten servicios privados de seguridad, así como otorgar las autorizaciones o permisos a dichas empresas.
- Atender el aseguramiento, custodia y traslado de los detenidos, reos y los sujetos a proceso
- Operar y mantener la seguridad de los reclusorios y centros de reinserción social del Estado, así como los correspondientes a los Centros de internamiento para adolescentes.
- Vigilar en coordinación con los Municipios el tránsito en las carreteras, caminos y vialidades de jurisdicción estatal

## Estructura Orgánica Básica Actual
La Secretaría de Seguridad Pública y Protección Ciudadana del Estado de Tabasco es encabezada por un Secretario, designado directamente por el Gobernador de Tabasco. Cuenta con la siguiente estructura orgánica:
1. Secretario de Seguridad Pública y Protección Ciudadana
  1. Dirección General de Asuntos Jurídicos y Transparencia.
  2. Dirección General de Servicios Previos al Juicio y Ejecución de Sanciones.
  3. Dirección General del Sistema Penitenciario Estatal.

### Órganos Desconcentrados
1. Policía Estatal
2. Academia de Policía del Estado de Tabasco.

## Secretarios de Seguridad Pública
Los Secretarios  más recientes son:
| Nombre                         | Inicio de mandato       | Fin de mandado          | Gobernador que lo designó / ratificó |
| ------------------------------ | ----------------------- | ----------------------- | ------------------------------------ |
| Hernán Bermúdez Requena        | 26 de agosto de 2021    | En el cargo             | Carlos Manuel Merino Campos          |
| Hernán Bermúdez Requena        | 12 de diciembre de 2019 | 26 de agosto de 2021    | Adán Augusto López Hernández         |
| Ángel Mario Balcázar Martínez  | 7 de junio de 2019      | 11 de diciembre de 2019 | Adán Augusto López Hernández         |
| Jorge Alberto Aguirre Carbajal | 1 de enero de 2019      | 6 de junio de 2019      | Adán Augusto López Hernández         |
| Jorge Alberto Aguirre Carbajal | 22 de diciembre de 2016 | 31 de diciembre de 2018 | Arturo Núñez Jiménez                 |
| Miguel Ángel Matamoros Camacho | 1 de agosto de 2016     | 20 de diciembre de 2016 | Arturo Núñez Jiménez                 |
| Sergio Ricardo Martínez Luis   | 1 de julio de 2015      | 31 de julio de 2016     | Arturo Núñez Jiménez                 |
| Audomaro Martínez Zapata       | 1 de enero de 2013      | 30 de junio de 2015     | Arturo Núñez Jiménez                 |
| Sergio López Uribe             | 24 de abril de 2009     | 31 de diciembre de 2012 | Andrés Granier Melo                  |
| Héctor Sánchez Gutiérrez       | 7 de febrero de 2008    | 23 de abril de 2009     | Andrés Granier Melo                  |
| Alberto Espinosa Ramírez       | 1 de julio de 2007      | 6 de febrero de 2008    | Andrés Granier Melo                  |
| Francisco Fernández Solís      | 1 de enero de 2007      | 30 de junio de 2007     | Andrés Granier Melo                  |
| Juan Cano Torres               | 1 de enero de 2002      | 31 de diciembre de 2006 | Manuel Andrade Díaz                  |
| Jorge Obrador Capellini        | 14 de enero de 2001     | 31 de diciembre de 2001 | Enrique Priego Oropeza               |
| Roberto Vidal Méndez           | 1 de enero de 2001      | 13 de enero de 2001     | Enrique Priego Oropeza               |
| Roberto Vidal Méndez           | 26 de noviembre de 1999 | 31 de diciembre de 2000 | Roberto Madrazo Pintado              |
| Roberto Vidal Méndez           | 14 de junio de 1999     | 30 de noviembre de 1999 | Víctor Manuel Barceló Rodríguez      |
| Roberto Vidal Méndez           | 10 de enero de 1998     | 14 de junio de 1999     | Roberto Madrazo Pintado              |